# Publica lo que financias
Publica lo que financias es una campaña mundial para la transparencia en la ayuda —más y mejor información sobre la ayuda al desarrollo.

## Trasfondo
Publica lo que financias es una campaña mundial para la transparencia de la ayuda. Aboga por la publicación regular de información accesible y comparable sobre ayuda al desarrollo por parte de agencias de ayuda y otras organizaciones que apoyan el desarrollo. Se lanzó en el tercer foro de alto nivel sobre eficacia de la ayuda celebrado en Acra en 2008. Los principales financiadores de esta campaña son la Fundación Hewlett y la Open Society Foundations.
Publica lo que financias urge a los donantes a publicar su información sobre ayuda regular y prontamente, y en un formato estandarizado que será comparable con otros países y accesible para todos. La campaña apoya una mayor publicación de información sobre ayuda en línea con el estándar de la Iniciativa Internacional para la Transparencia de la Ayuda (IATI por sus siglas en inglés) y promover la importancia central de la transparencia de la ayuda dentro de las discusiones internacionales sobre eficacia de la ayuda y libertad de información. Esta campaña se centra principalmente en la UE, EE. UU. y el Banco Mundial, al ser los mayores donantes del mundo.
En diciembre de 2011, en el cuarto foro de alto nivel sobre eficacia de la ayuda celebrado en Busan, la mayoría de los principales actores en el desarrollo se comprometieron a publicar su información sobre ayuda para 2015. Publica lo que financias trabajará para asegurar que los donantes redoblan los esfuerzos para cumplir sus compromisos.

## Situación
La ayuda tiene el poder de transformar vidas radicalmente. Puede sacar a personas de la pobreza y asistir a los que sufren grandes privaciones. Pero su potencial no está siendo plenamente aprovechado porque se necesita saber más sobre cómo se gasta.
La transparencia es esencial si se quiere que la ayuda cumpla verdaderamente su propósito. Actualmente hay demasiada poca información fácilmente disponible sobre la ayuda, socavando los esfuerzos de los gobiernos que la dan (donantes), que la reciben (receptores) y de la sociedad civil para promover el desarrollo y la rendición de cuentas.
- Los donantes no saben lo que otros donantes están gastando o planeando gastar. Esto lleva a la duplicación de esfuerzos en algunas áreas y a la infrafinanciación en otras. Sin transparencia los donantes no pueden coordinarse para conseguir el máximo impacto con sus escasos recursos.
- Los receptores luchan por saber cuánta ayuda va a su país, por no hablar de dónde y cómo se gasta. Necesitan más información para utilizar más eficazmente su propio dinero junto al de los donantes. Cuándo los donantes no publican sus planes de gasto, esto impide a los receptores planear a largo plazo, lo que a su vez obstaculiza el desarrollo. Cuando los gobiernos receptores no pueden incluir los flujos de ayuda en sus presupuestos y planificación, se hace difícil para parlamentos y sociedad civil pedirles luego cuentas.
- La sociedad civil de los países receptores, incluidos legisladores, ONG y ciudadanos, tiene derecho a saber qué ayuda está llegando al país y en qué se está gastando. Como la información sobre ayuda no está disponible libremente, se ve dificultada en sus esfuerzos para pedir cuentas al gobierno. Esta falta de transparencia puede llevar al despilfarro y aumenta la probabilidad de corrupción.

## La solución de transparencia en la ayuda
El punto de partida para asegurar que la ayuda supone una diferencia es tener información regular, amplia y comparable sobre quién está dando qué, dónde está yendo y el impacto que está teniendo. La información sobre ayuda necesita ser publicada regularmente y estar libremente disponible si se desea que el gasto, la evaluación y la rendición de cuentas sean eficaces.
Para promover una ayuda más eficaz, todos los donantes deben proporcionar la información sobre su ayuda en un formato común que satisfaga las necesidades de los receptores y la sociedad civil. Un compromiso pleno de los donantes significaría que un gran cuadro con todos los flujos de ayuda estaría disponible para quien quisiera verlo.

## Actividades
Publica lo que financias trabaja junto a otros defensores de la transparencia, tanto de la ayuda como de otras áreas. Los objetivos primarios de la campaña son los grandes donantes, que pueden cambiar o impedir la disponibilidad de información de ayuda tanto a nivel de la administración como de la política. La campaña publica anualmente un Índice de transparencia de ayuda para apoyar sus esfuerzos en pro de mayor transparencia. En 2011 este índice mostró que la información de ayuda publicada por los donantes era pobre y que todos necesitaban mejorar su transparencia. En el Índice de transparencia de la ayuda de 2016 (el último publicado cuando se actualizó esta página el 4 de abril de 2018) los primeros clasificados (muy bien) son el Programa de las Naciones Unidas para el Desarrollo (93,3 %), el MCC de Estados Unidos (89,6 %) y UNICEF (89,5 %). Los últimos (muy mal) son el Ministerio de Hacienda de Francia (9,2 %), MOFCOM de China (2,2 %) y los Emiratos Árabes Unidos (0,0 %).
Publica lo que financias promueve la Iniciativa Internacional de Transparencia en Ayuda al ofrecer un estándar común para publicar información sobre ayuda. Actualmente más de 40 donantes y gobiernos receptores han firmado la IATI, y más de 20 gobiernos y organizaciones están publicando su información según el estándar IATI.
La campaña mantiene una pequeña oficina en Londres, pero trabaja internacionalmente con socios y redes, como la Red de Modernización de la Ayuda Exterior o InterAction en EE. UU. y la iniciativa CONCORD para la vigilancia de la ayuda en la UE. La campaña lleva a cabo investigación y seguimiento del progreso en la transparencia de la ayuda en los países donantes.

## Principios
Publica lo que financias se basa en 4 principios clave:
1. La información sobre la ayuda debería publicarse proactivamente –una organización tendría que decir a la gente qué está haciendo, cuándo y cómo.
2. La información debería ser regular, accesible y comparable –debería por tanto proporcionarse en un formato útil.
3. Todo el mundo tiene el derecho a pedir y recibir información sobre ayuda –debe asegurarse que todo el mundo es capaz de acceder a la información como y cuando  desee.
4. El derecho a acceder a la información sobre ayuda debería fomentarse –una organización tendría que promover activamente que las personas tienen este derecho.

## Para profundizar
- Rendición de cuentas, medios de comunicación y el sistema de desarrollo: un idilio complicado

- Datos: Q7258091